# Pseudojuloides mesostigma
 Pseudojuloides mesostigma és una espècie de peix de la família dels làbrids i de l'ordre dels perciformes.

## Morfologia
Els mascles poden assolir els 7 cm de longitud total.

## Distribució geogràfica
Es troba a les Filipines, Indonèsia, Papua Nova Guinea i Tonga.